# Mora (Spagna)
Mora è un comune spagnolo di 10 077 abitanti situato nella comunità autonoma di Castiglia-La Mancia. La sua economia si basa prevalentemente sull'agricoltura, in particolare sulla coltivazione dell'ulivo.

## Amministrazione

### Gemellaggi
- Martos